# التیزر (ویرجینیای غربی)
التیزر، غرب ویرجینیا (به انگلیسی: Altizer, West Virginia) یک منطقهٔ مسکونی در ایالات متحده آمریکا است که در ویرجینیای غربی واقع شده‌است.

## خصوصیات
التیزر ۲۱۷٫۹۳ متر بالاتر از سطح دریا واقع شده‌است.